# Bărdokva, Razgrad
Bărdokva (în bulgară Бърдоква) este un sat în comuna Isperih, regiunea Razgrad,  Bulgaria.

## Demografie
Componența etnică a satului Bărdokva
     Bulgari (3,93%)
     Romi (29,18%)
     Turci (66,88%)
     Nicio identificare (0%)
La recensământul din 2011, populația satului Bărdokva era de 305 locuitori. Din punct de vedere etnic, majoritatea locuitorilor (66,88%) erau turci, existând și minorități de romi (29,18%) și bulgari (3,93%). Pentru 0,0% din locuitori nu este cunoscută apartenența etnică.